# Karlshamn–Vislanda–Bolmens Järnväg
|  |  |  |  |  |

|  | Unused continuation backward |

|  | Unknown BSicon "exBHF" |

|  | Unknown BSicon "exHST" |

|  | Unknown BSicon "exHST" |

| Unknown BSicon "exCONTgq" | Unknown BSicon "exABZg+r" |  |  |  |

|  | Unknown BSicon "exBHF" |

|  | Unknown BSicon "exABZgl" | Unknown BSicon "exCONTfq" |  |  |

|  | Unknown BSicon "exhKRZWae" |

|  | Unknown BSicon "exHST" |

|  | Unknown BSicon "exHST" |

|  | Unknown BSicon "exHST" |

|  | Unknown BSicon "exHST" |

|  | Unknown BSicon "exHST" | Continuation backward |  |  |

|  | Unknown BSicon "exSTRl" | Unknown BSicon "eKRZo" | Unknown BSicon "exSTR+r" |  |

|  |  | Unknown BSicon "eABZg+l" | Unknown BSicon "exSTRr" |  |

|  |  | Station on track |

|  |  | Unknown BSicon "eABZgl" | Unknown BSicon "exSTR+r" |  |

|  |  | Continuation forward | Unknown BSicon "exHST" |  |

|  |  |  | Unknown BSicon "exHST" |

|  |  |  | Unknown BSicon "exHST" |

|  |  |  | Unknown BSicon "exHST" |

|  |  |  | Unknown BSicon "exhKRZWae" |

|  |  |  | Unknown BSicon "exHST" |

|  |  |  | Unknown BSicon "exABZg+l" | Unknown BSicon "exCONTfq" |

|  |  |  | Unknown BSicon "exBHF" |

|  |  |  | Unknown BSicon "exBHF" |

|  |  |  | Unknown BSicon "exHST" |

|  |  |  | Unknown BSicon "exHST" |

|  |  |  | Unknown BSicon "exHST" |

|  |  |  | Unknown BSicon "exHST" |

|  |  |  | Unknown BSicon "exHST" |

|  |  |  | Unknown BSicon "exHST" |

|  |  |  | Unknown BSicon "exHST" |

|  |  |  | Unknown BSicon "exHST" |

|  |  | Unknown BSicon "CONTgq" | Unknown BSicon "xABZg+r" |  |

|  |  |  | Station on track |

|  |  |  | One way leftward | Unknown BSicon "CONTfq" |

|  |  |  |  |  |

|  | Unused continuation backward |

|  | Unknown BSicon "exBHF" |

|  | Unknown BSicon "exHST" |

|  | Unknown BSicon "exHST" |

| Unknown BSicon "exCONTgq" | Unknown BSicon "exABZg+r" |  |  |  |

|  | Unknown BSicon "exBHF" |

|  | Unknown BSicon "exABZgl" | Unknown BSicon "exCONTfq" |  |  |

|  | Unknown BSicon "exhKRZWae" |

|  | Unknown BSicon "exHST" |

|  | Unknown BSicon "exHST" |

|  | Unknown BSicon "exHST" |

|  | Unknown BSicon "exHST" |

|  | Unknown BSicon "exHST" | Continuation backward |  |  |

|  | Unknown BSicon "exSTRl" | Unknown BSicon "eKRZo" | Unknown BSicon "exSTR+r" |  |

|  |  | Unknown BSicon "eABZg+l" | Unknown BSicon "exSTRr" |  |

|  |  | Station on track |

|  |  | Unknown BSicon "eABZgl" | Unknown BSicon "exSTR+r" |  |

|  |  | Continuation forward | Unknown BSicon "exHST" |  |

|  |  |  | Unknown BSicon "exHST" |

|  |  |  | Unknown BSicon "exHST" |

|  |  |  | Unknown BSicon "exHST" |

|  |  |  | Unknown BSicon "exhKRZWae" |

|  |  |  | Unknown BSicon "exHST" |

|  |  |  | Unknown BSicon "exABZg+l" | Unknown BSicon "exCONTfq" |

|  |  |  | Unknown BSicon "exBHF" |

|  |  |  | Unknown BSicon "exBHF" |

|  |  |  | Unknown BSicon "exHST" |

|  |  |  | Unknown BSicon "exHST" |

|  |  |  | Unknown BSicon "exHST" |

|  |  |  | Unknown BSicon "exHST" |

|  |  |  | Unknown BSicon "exHST" |

|  |  |  | Unknown BSicon "exHST" |

|  |  |  | Unknown BSicon "exHST" |

|  |  |  | Unknown BSicon "exHST" |

|  |  | Unknown BSicon "CONTgq" | Unknown BSicon "xABZg+r" |  |

|  |  |  | Station on track |

|  |  |  | One way leftward | Unknown BSicon "CONTfq" |

Karlshamn–Vislanda–Bolmens Järnväg (KVBJ) var en smalspårig järnväg med spårvidden 1067 mm, som gick mellan Karlshamn vid Östersjön och Bolmens station vid sjön Bolmen. Rälsvikt 24,8 kg. Slipersavstånd 0,8 meter. Största lutning 14,3 promille. Minsta kurvaradie 300 meter.

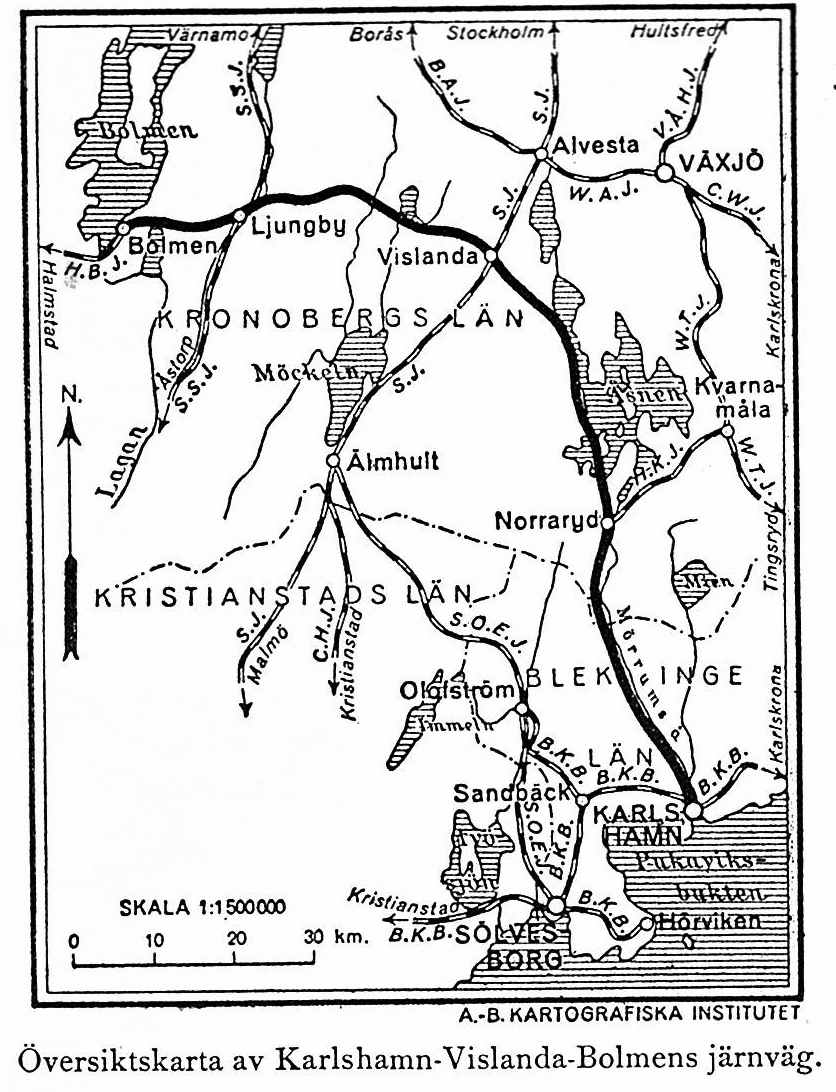
Karta 1926

KVBJ bildades 1908 genom en sammanslagning av Karlshamn–Vislanda Järnväg och Vislanda–Bolmens Järnväg. Tillsammans med Halmstad–Bolmens Järnväg bildades en smalspårig tvärbana mellan Hallandskusten och Blekingekusten via småländska Vislanda vid Södra stambanan. Järnvägen överförde till SJ den 1 juli 1943. Järnvägen lades ned 1970. Delar av banvallen används numera som cykelled, Banvallsleden.

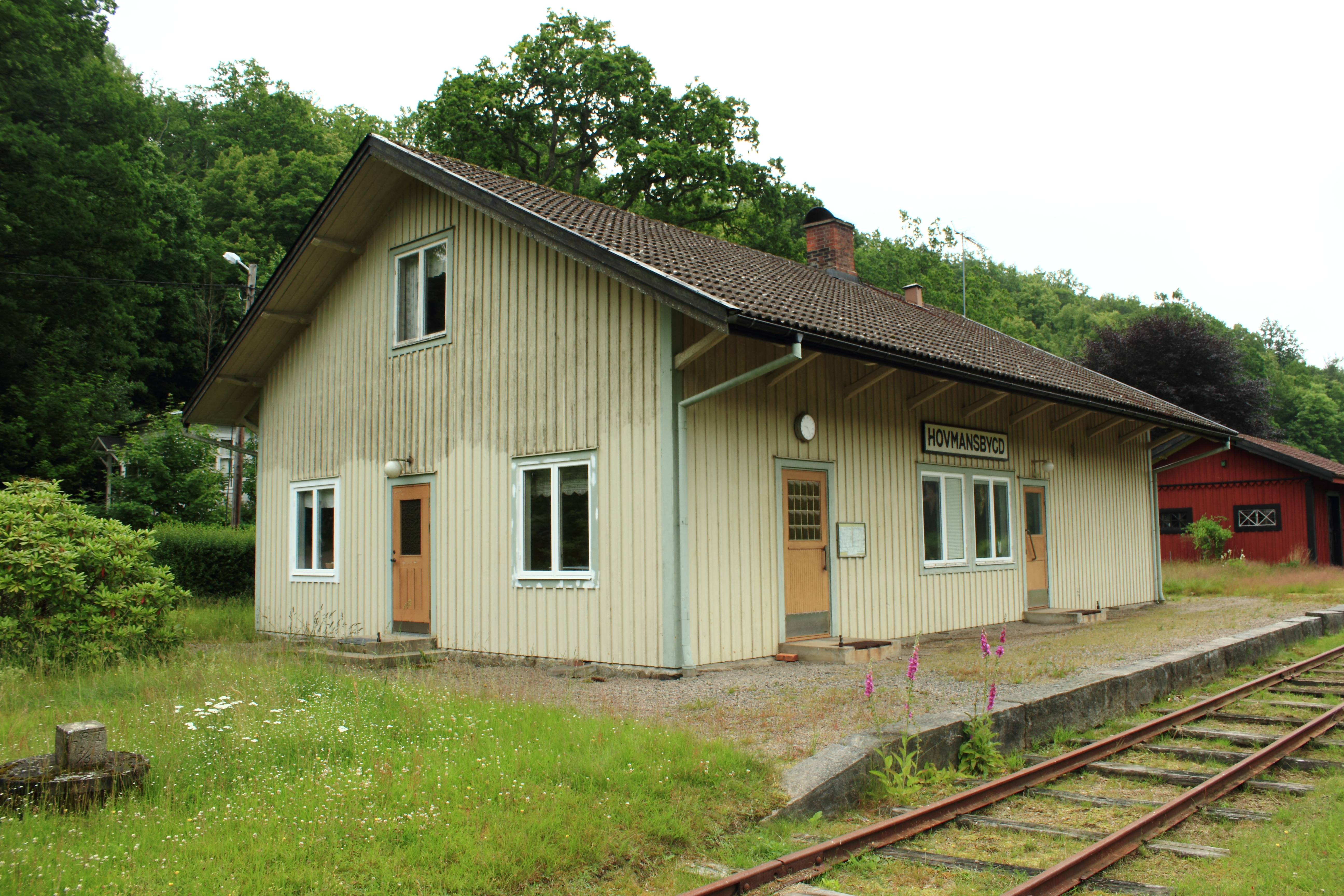
Stationen i Hovmansbygd i nordvästra Blekinge, juli 2013
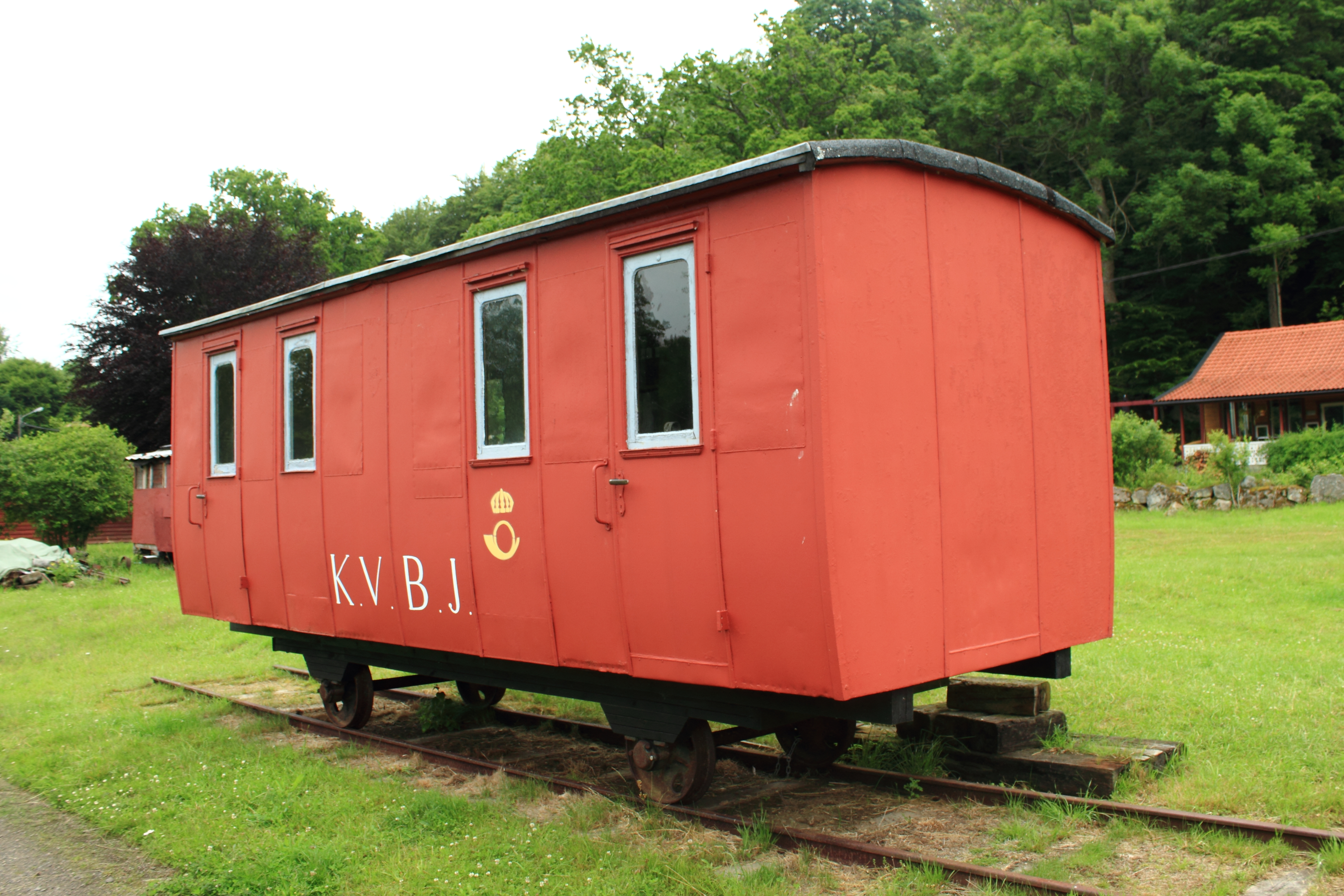
Postvagn från KVBJ